# 塔爾塔奇卡河
塔爾塔奇卡河（烏克蘭語：Тартачка），是烏克蘭的河流，位於該國西北部，屬於伊克瓦河的右支流，由扎米什夫卡河和伊洛維齊亞河匯流而成，流經羅夫諾州，河道全長42公里，流域面積386平方公里。